# 사랑과 우정 사이
《사랑과 우정 사이》(영어: House of Spoils)는 2024년 미국의 공포 영화이다. 아리아나 더보즈, 바비 페레이라, 아리안 모아이드가 출연했고, 브리짓 새비지 콜, 대니엘 크루디 콤비 감독이 연출했다. 이 작품은 제이슨 블룸이 블룸하우스 텔레비전 배너 아래에서 제작했고, 아담 헨드릭스와 그렉 길리스가 디바이드/컨커(Divide/Conquer) 배너 아래에서 제작했으며, 드류 하우프트, 알렉스 샤프먼, 루카스 호아킨이 시크릿 엔진(Secret Engine) 배너 아래에서 제작했다.

## 줄거리
자신의 분야에 야심 찬 "셰프"는 명망 있는 셰프 마르첼로의 멘토십을 떠나 외딴 허름한 레스토랑을 인수하고, 투자금을 확보한 사업 파트너 안드레아스의 지원을 받아 고급 레스토랑을 만들겠다는 꿈을 품는다. 그녀는 아파트를 포기하고 새 레스토랑에서 살기 시작한다. 그녀는 안드레아스의 첫 번째 선택은 아니었다. 그는 원래 매그너스라는 셰프와 파트너를 맺었지만, 그의 이탈에 대한 자세한 내용은 밝히지 않았다.
안드레아스, 그의 주요 투자자 톨리, 그리고 레스토랑 평론가 히랄이 함께하는 메뉴 시식회 날, 셰프는 자신이 준비한 음식이 상하고 곰팡이가 피고 벌레가 들끓는 것을 발견한다. 레스토랑 정원도 토끼 때문에 망가졌다. 그녀는 지역 직원 앨빈에게 특산품 가게와 시장에서 재료를 구해 오라고 하지만, 앨빈은 그녀가 선택한 모든 업체가 일요일에 문을 열지 않기 때문에 식료품점에서 품질이 떨어지는 재료를 사서 돌아온다. 이러한 좌절에도 불구하고 셰프는 톨리가 좋아하는 고급 레스토랑을 준비하지만, 히랄은 모험심이 없고 "목소리"가 부족하다고 비판한다. 안드레아스는 셰프에게 친구 루시아를 수셰프로 영입하라고 주장한다.
안드레아스는 곧 톨리가 자신을 교체하고 싶어 한다고 보고한다. 셰프는 톨리에게 메뉴를 재설계할 시간을 2주 주겠다고 한다. 셰프는 더욱 독특한 메뉴를 만들기 위해 노력하면서 루시아의 허위 이력서를 두고 루시아에게 따진다. 루시아는 승진을 거부한 성차별적인 셰프들을 비난하지만, 셰프는 여전히 루시아의 요리법에 적대적이고 비판적이다.
셰프는 곧 레스토랑 부지에서 독특하고 정체를 알 수 없는 식물과 허브로 가득한 울타리가 쳐진 정원을 발견한다. 그녀는 루시아의 도움을 받아 이 식물들을 수확하고 요리 실험을 시작하며 두 사람 사이에 더욱 우호적인 관계를 형성한다. 두 사람은 지역 재료를 중심으로 메뉴를 구성하게 된다. 셰프의 열정이 커졌음에도 불구하고, 이전 주인을 목격하는 등 여러 가지 불안한 경험을 하게 된다. 앨빈은 셰프에게 이전 주인이 마녀라는 소문이 널리 퍼져 있었고, 인신공양을 하는 마녀 모임에 여자들을 유혹했다고 말한다. 셰프와 앨빈은 그 집에 귀신이 들렸다는 데 동의한다. 셰프는 계속해서 괴로운 만남, 환각, 그리고 불안한 꿈을 꾼다. 나중에 셰프는 레스토랑에서 미쳐버린 듯한 매그너스를 발견하는데, 그는 자신의 손가락 살을 씹어 먹고 있다. 구급차가 그를 데려가는 동안, 루시아는 재능 있는 셰프에게 무슨 일이 갑작스럽게 변화를 가져왔는지 묻는 셰프의 질문을 피한다.
안드레아스가 새 메뉴를 승인한 후, 셰프는 말린 허브와 병에 든 시약으로 가득 찬 지하실의 숨겨진 방에서 이전 주인의 영혼과 다시 마주친다. 그녀는 매그너스를 미치게 만든 것이 그 집의 초자연적인 현상이라고 확신하고 허브 정원을 쑥대밭으로 만들어 버린다. 친구와 가족의 소프트 오픈 당일, 셰프는 갑자기 이국적인 메뉴를 포기한다. 루시아가 항의하자 셰프는 그녀를 모욕하고 루시아는 나간다. 소프트 오픈은 재앙이다. 셰프는 갓 준비한 모든 음식이 썩고 곰팡이가 핀다는 환각을 보기 시작한다. 그녀는 파를 손질하던 중 손가락 끝을 잘랐고, 티켓에 적힌 설명과는 달리 손님 한 명이 알레르기 반응을 보였다. 그리고 셰프는 식당 한가운데서 기절한다. 안드레아스는 톨리가 물러났고, 안드레아스는 혼자서 운영 자금을 마련하는 데 어려움을 겪고 있다고 밝힌다.
성대한 개장 전날, 안드레아스는 루시아가 헤드 셰프가 될 것이라고 발표하고 셰프에게 나가달라고 한다. 그와 셰프는 와인 저장고에서 말다툼을 벌이다가, 결국 셰프가 쇠지렛대로 그를 위협하고 안드레아스는 그녀를 와인 저장고에 가둔다. 셰프는 숨겨진 방으로 탈출을 시도하지만, 외부 저장고 문이 잠겨 있는 것을 발견한다. 방이 격렬하게 흔들리면서 숨겨진 터널이 드러난다. 셰프는 그 안으로 기어 들어가지만 안에서 시체를 발견하고, 공황 상태에 빠져 돌아서려다 터널을 무너뜨린다. 셰프는 이전 주인의 진짜 모습을 보여주는 환영을 본다. 그녀는 마녀가 아니라 약초학자이자 치유사였는데, 성난 폭도들로부터 탈출구를 파려다 목숨을 잃었다. 셰프는 치유사의 모종삽을 이용해 땅속으로 파고 들어가 약초밭에서 모습을 드러낸다. 그녀는 토끼와 평화로운 만남을 갖지만, 토끼를 죽이고 레스토랑으로 돌아간다.
레스토랑으로 돌아와 보니 주방은 첫 번째 코스를 내놓기 위해 애쓰고 있었고, 셰프가 돌아와 식당에서 소란을 피운 후, 주방에서 발생한 화재로 안드레아스는 식당을 대피시켜야 했다. 그는 셰프가 밖에서 모닥불을 피우는 것을 발견하고, 식당을 다시 짓는다. 루시아와 다른 주방 직원들의 도움을 받아 셰프는 모닥불 주변에 임시 주방을 만든다. 치유사의 정원에서 기른 토끼와 식물을 사용하여 스튜를 만든다. 마르첼로와 히랄은 모두 그 요리에 감명받고 감동한다. 손님들과 직원들이 이 성공을 축하하는 동안, 셰프는 잠시 혼자 생각에 잠기며 전임자의 노고에 감사하고 이곳의 유산을 소중히 여긴다.

## 출연진
- 아리아나 더보즈 - 셰프
- 바비 페레이라 - 루시아
- 아리안 모아이드 - 앤드리어스
- 마르톤 초카시 - 마셀로
- 미켈 브라트 실세트 - 에릭 호스
- 아마라 카란 - 하이럴 센
- 게이브리얼 드레이크 - 앨빈